# Clara Kimball Young
Clara Kimball Young (6 de septiembre de 1890 - 15 de octubre de 1960) fue una actriz cinematográfica estadounidense de la época del cine mudo.

## Primeros años
Nacida en Chicago, Illinois, sus padres eran Edward Kimball y Pauline Maddern, ambos actores de compañías teatrales. Clara debutó en el teatro a los tres años de edad, y durante su infancia viajó con sus padres actuando en su compañía teatral. Estudió en la St. Francis Xavier's Academy de Chicago, y más adelante fue contratada por una compañía de teatro, con la que retomó su carrera de actriz viajando por los Estados Unidos y actuando en teatros de diferentes pequeñas ciudades.
Iniciando su carrera conoció y se casó con James Young, un actor teatral con el cual trabajaba. Tras remitir una fotografía a los estudios Vitagraph Studios Clara Kimball Young, junto con su esposo, consiguieron ser contratados en 1912.

## Carrera cinematográfica
En el nuevo medio cinematográfico, sin apenas competidores, la estrella de Clara Kimball Young en Vitagraph creció rápidamente. Young era sobre todo elegida en papeles de heroína virtuosa. En 1913 era una de las principales estrellas del estudio, y le decimoséptima en una encuesta de popularidad. Desafortunadamente, muchos de los filmes de Young de su primera época con Vitagraph están actualmente perdidos.
En 1914 Vitagraph estrenó el drama My Official Wife, en el cual Young era una revolucionaria rusa. El film fue dirigido por su marido James Young y coprotagonizado por Earle Williams. La película, ahora perdida, fue un gran éxito y lanzó a los dos actores a la popularidad, consiguiendo Young un contrato con el magnate de Hollywood Lewis J. Selznick.
Tras una serie de papeles exitosos, Young estaba firmemente afianzada como una de las principales atracciones de World Film Corporation, y su marido James era ahora un director muy solicitado. Hacia 1915 la popularidad de Young rivalizaba con la de otras actrices de la época: Mary Pickford, Dorothy y Lillian Gish, Pearl White, Edna Purviance, y Mabel Normand.
Como consecuencia de un affaire con Selznick, Young se divorció en 1916. Selznick formó rápidamente la Clara Kimball Young Film Corporation, siendo él el presidente, y fundó Selznick Productions para distribuir los filmes de ella y los de algunos otros productores independientes. Sin embargo, tras únicamente cuatro títulos con Selznick, la relación personal y económica se agrió y Kimball Young buscó desligarse de los acuerdos firmados con Selznick, acusándole de fraude en sus beneficios y de haberse nombrado presidente de la compañía, sin poder ella tomar decisiones en la misma.
En 1917 Kimball Young inició una relación con Harry Garson, a quien había conocido con ocasión de negocios en común. Garson tenía poca experiencia en el mundo cinematográfico, por lo que la carrera de Kimball Young empezó a fallar. Aunque siguió siendo una actriz popular en los primeros años veinte, Kimball Young se vio afectada por la inexperiencia, mala administración y apatía de Garson. Además, Kimball Young también sufrió ataques en la prensa por sus negocios y por su relación con Garson. Por todo ello, hacia 1925 su estrellato empezó a declinar y el último film mudo que rodó fue Lying Wives. Kimball Young pasó el resto de la década de 1920 actuando en el vodevil, y en 1928 se casó con Arthur Fauman.
La llegada del cine sonoro reavivó brevemente su carrera, y actuó en varios filmes para RKO Pictures y Tiffany Studios, con un éxito modesto, interpretando únicamente pequeños papeles (uno de ellos en un corto de Los tres chiflados), así como actuaciones como extra en títulos de bajo presupuesto, amén de un período en la radio. De estos papeles destaca el que hizo en "The Rogue's Tavern" (1936).
Se retiró de su carrera interpretativa en 1941. Clara Kimball Young falleció a causa de un ictus en el Motion Picture & Television Country House and Hospital de Woodland Hills (Los Ángeles) en 1960, y fue enterrada en el Cementerio Grand View Memorial Park en Glendale (California).
Por su contribución a la industria cinematográfica, Clara Kimball Young recibió una estrella en el Paseo de la Fama de Hollywood, en el 6513 de Hollywood Boulevard.

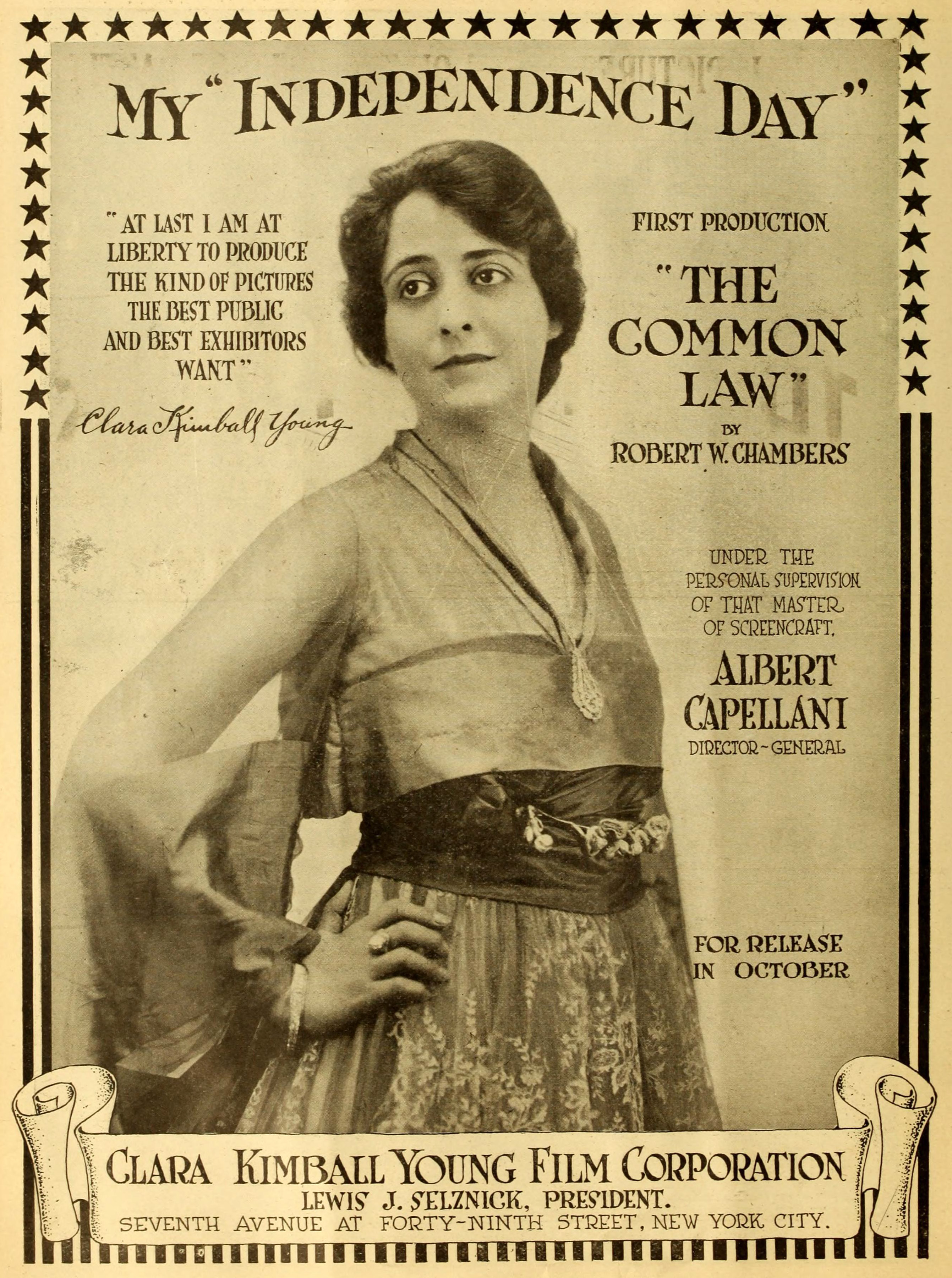
The Common Law, 1916
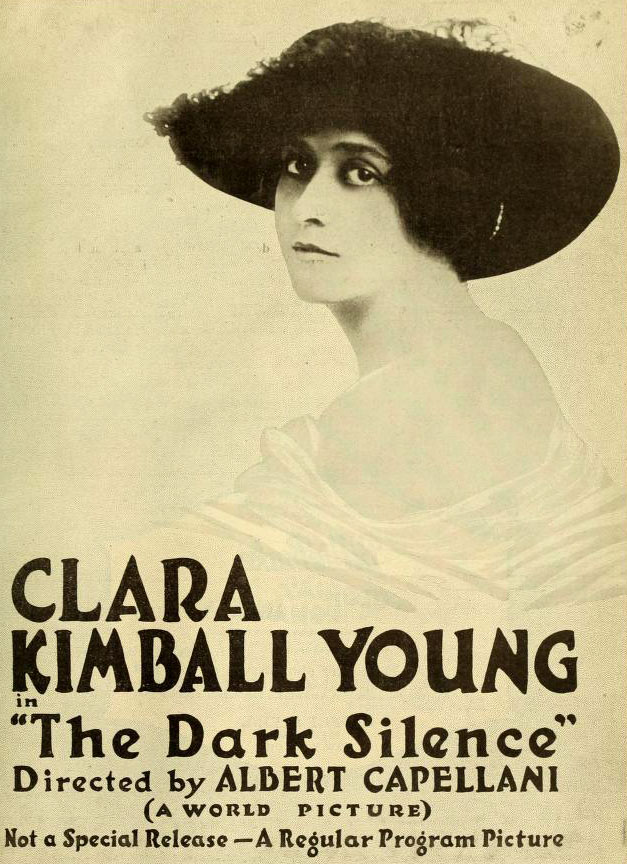
The Dark Silence, 1916
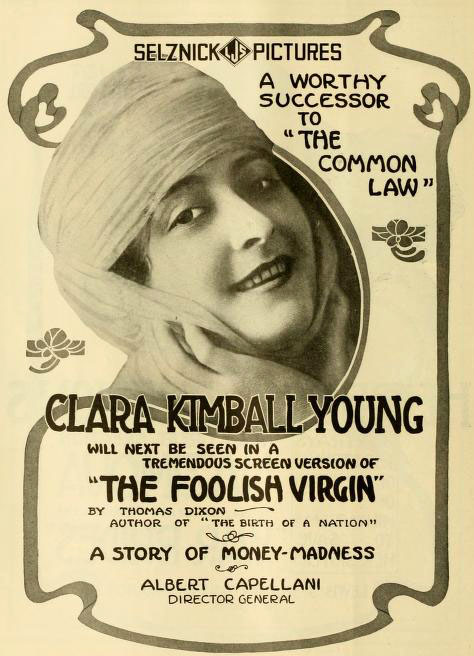
The Foolish Virgin, 1916
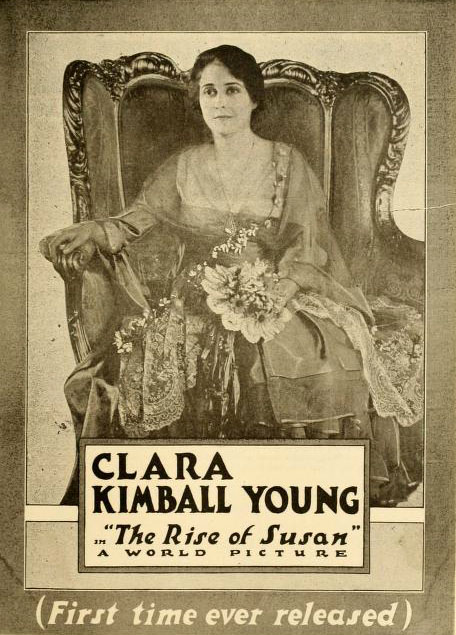
The Rise of Susan, 1917
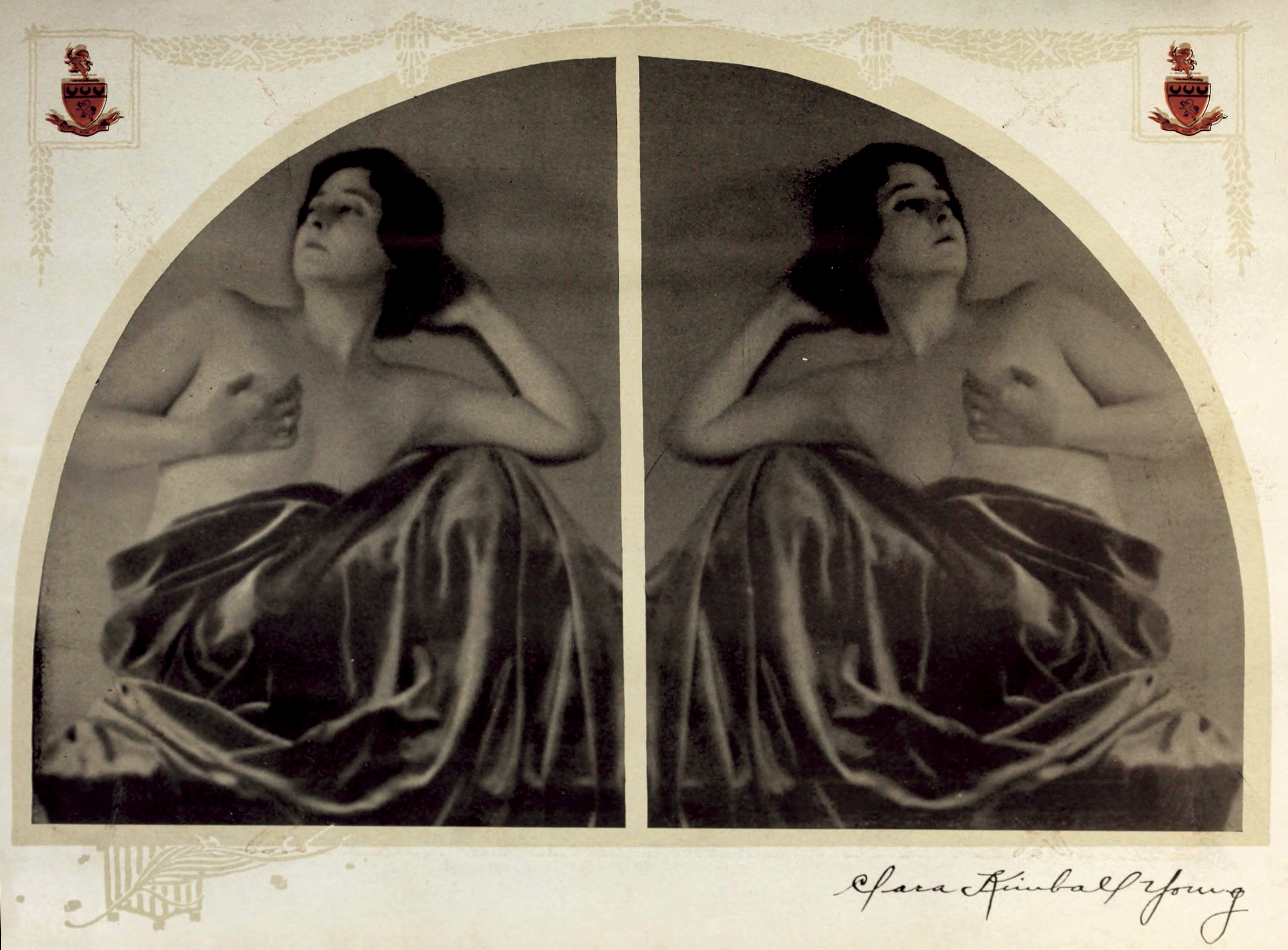
Anuncio, 1917
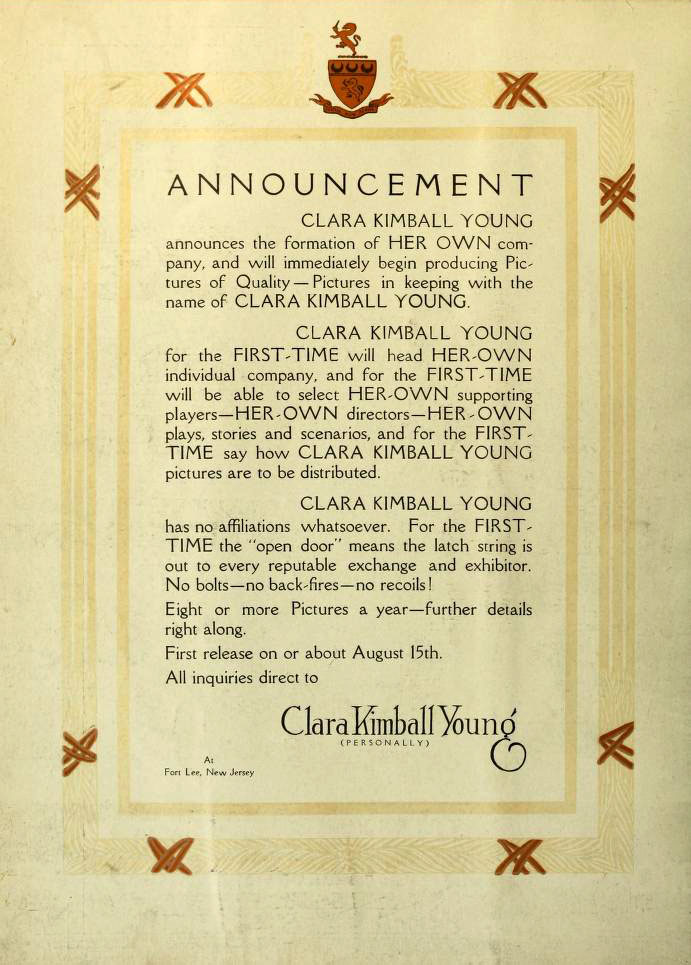
Anuncio, 1917
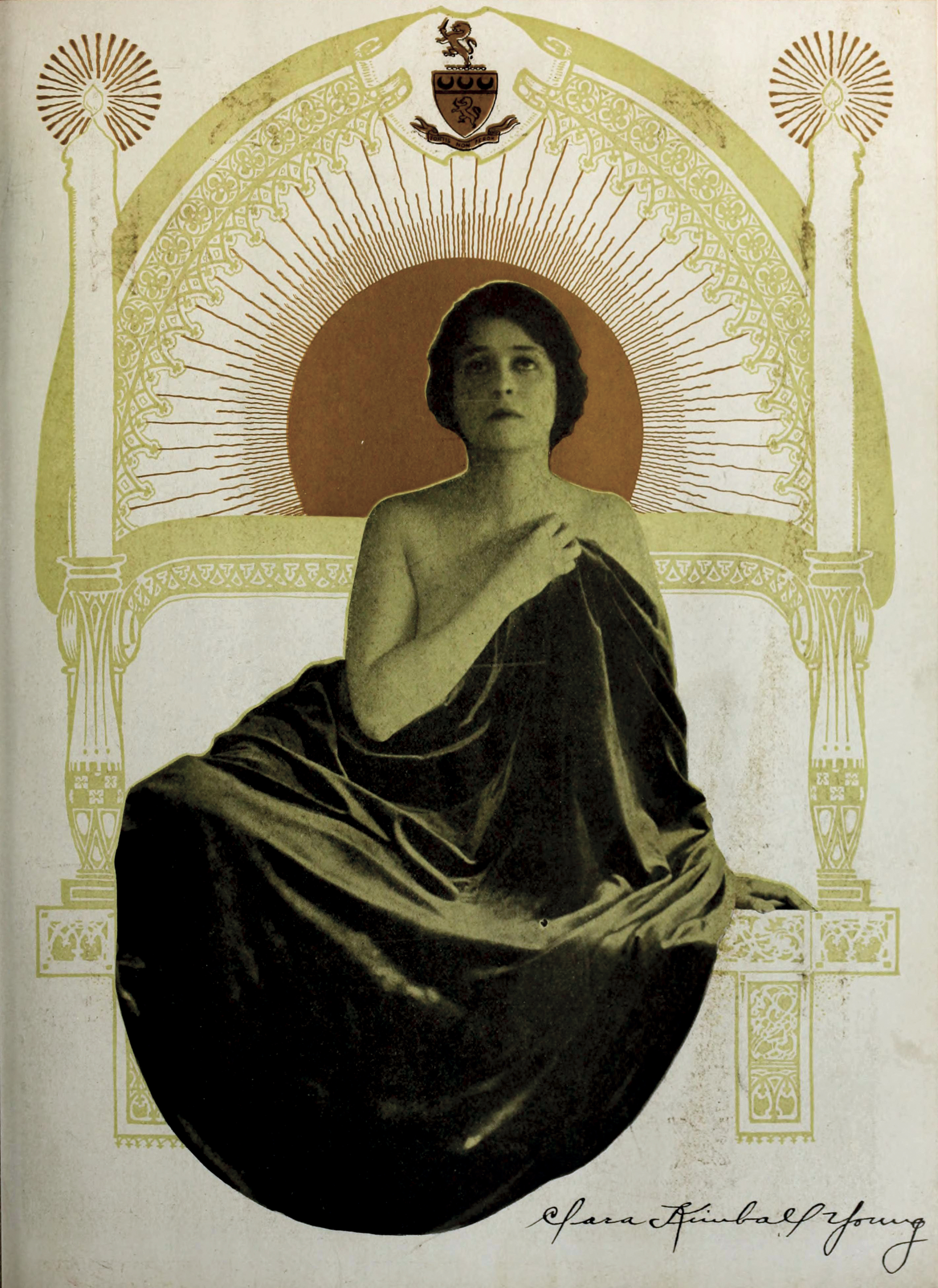
Anuncio, 1917
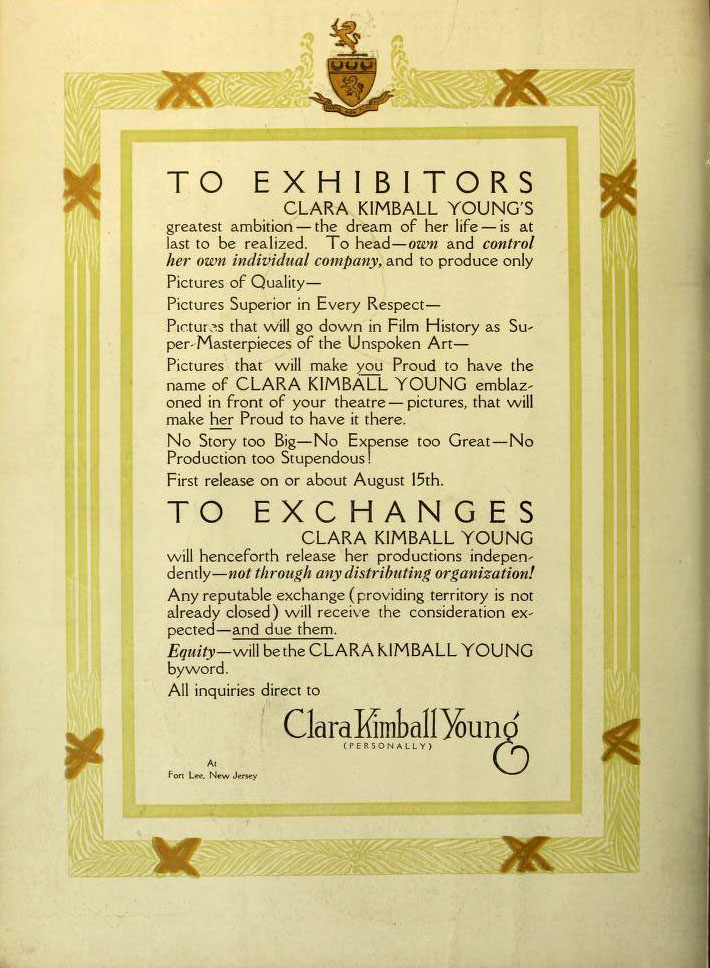
Anuncio, 1917
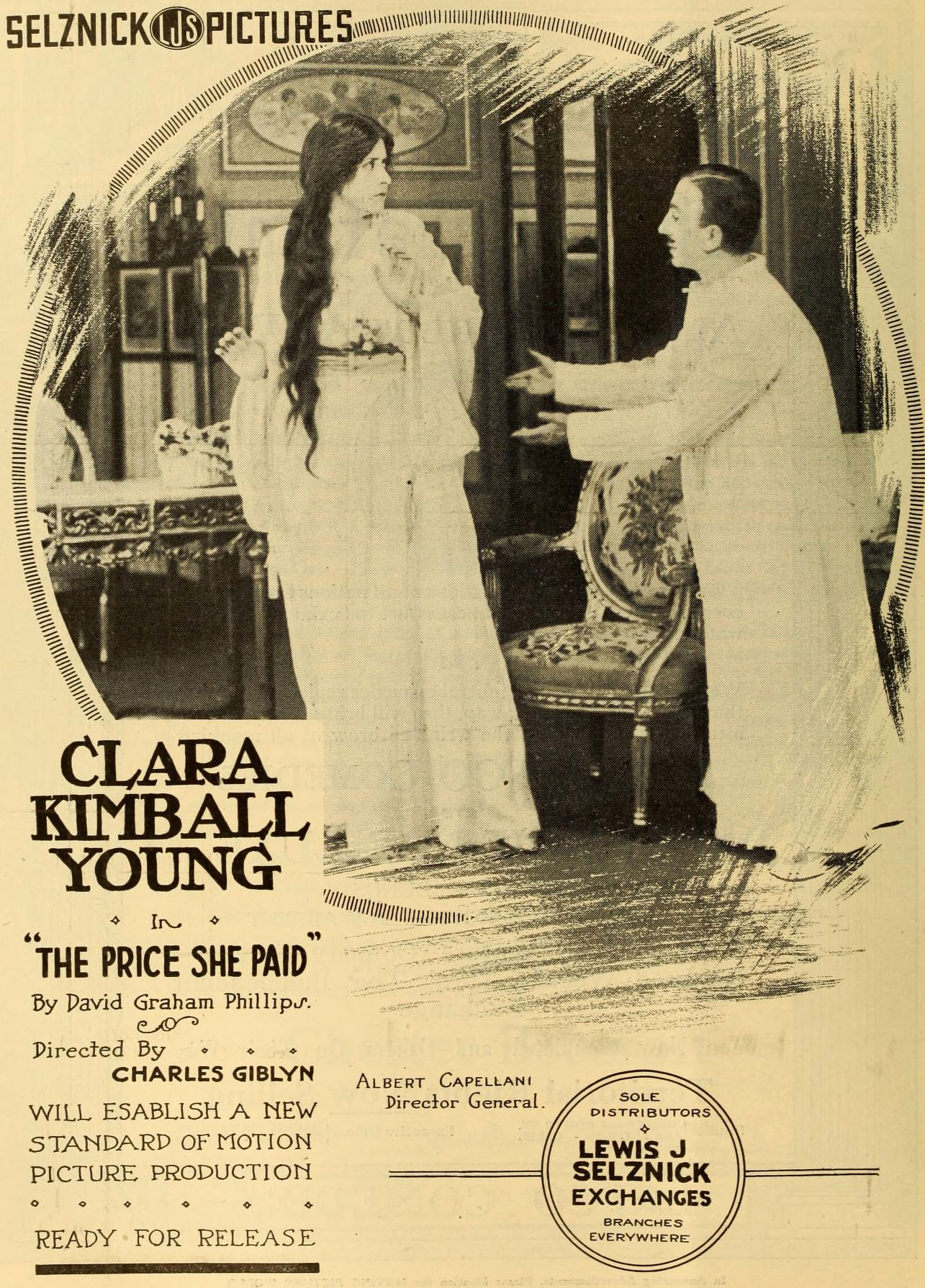
The Price She Paid, 1917
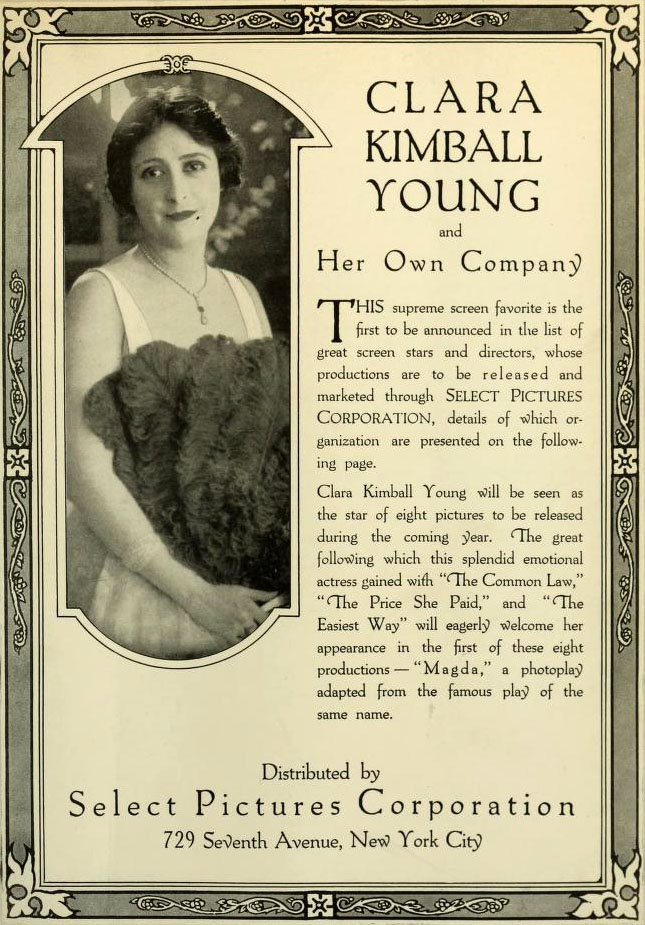
Anuncio, 1917
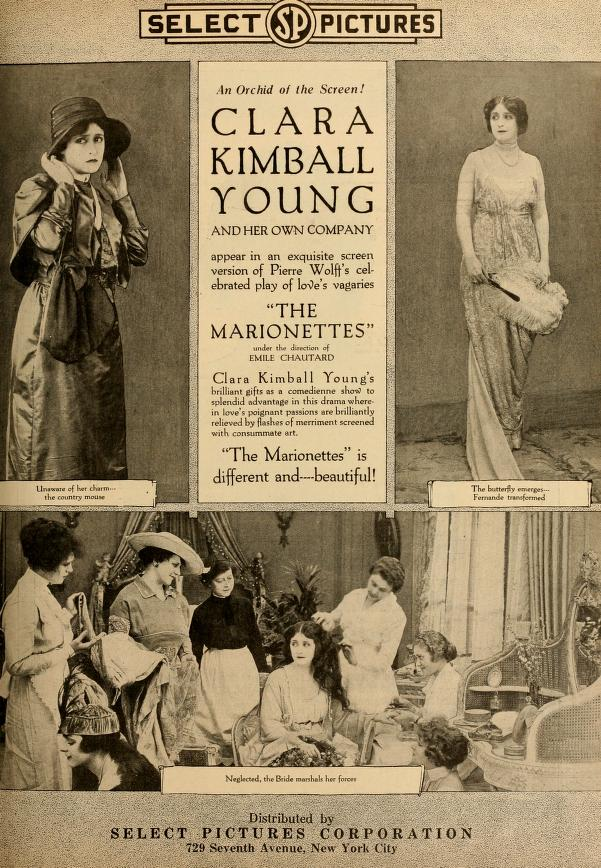
The Marionettes, 1918
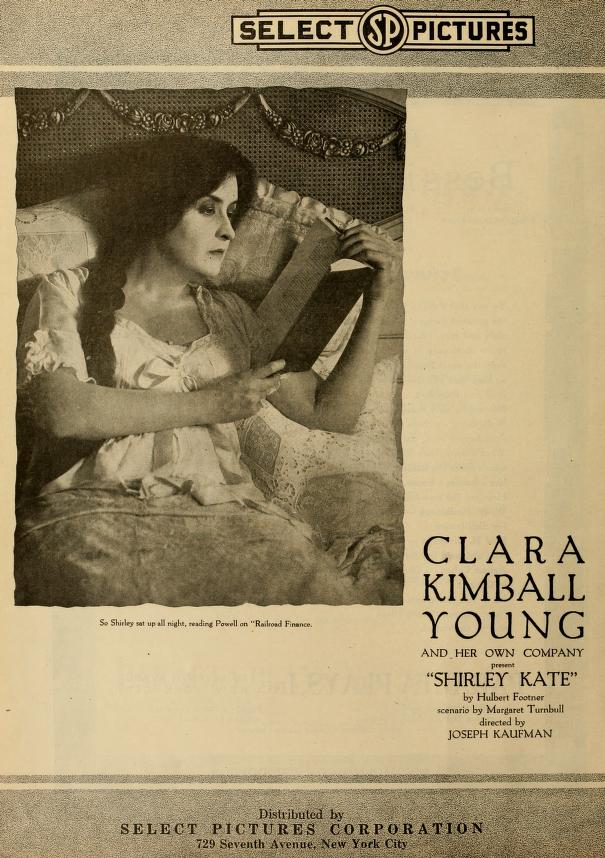
Shirley Kate, 1918